# Гряниківка (селище)
Гряниківка — колишнє селище в Україні, підпорядковувалося Жовтневій сільській раді Дворічанського району Харківської області.
1998 року приєднане до села Богданівське.
Село знаходилося на лівому березі річки Оскіл, вище за течією — село Петрівка, за 2 км нижче за течією — село Жовтневе, на протилежному березі — колишнє село Красне Друге. Через селище пролягає залізниця, зупинний пункт Гряниківка. Селище оточене лісом.